# وسام دانيبروغ

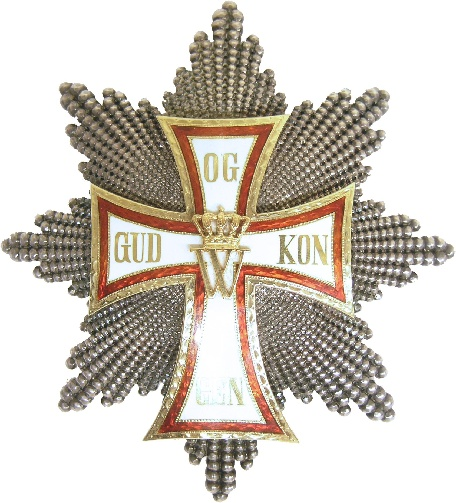
نجمة الصدر المستخدمة في وسام الصليب الأعظم لوسام دانيبروغ

وسام دانيبروغ (بالدنمركية: Dannebrogordenen) هو وسام دنمركي أنشأه الملك كريستيان الخامس ملك الدنمرك والنرويج سنة 1671.
في سنة 1808 أعيد توصيف الوسام ليقسم إلى أربعة رتب:
- الدرجة المميزة:

قائد عظيم (بالدنمركية: Storkommandør)، ويرتدي شارة بها قطعة من الماس في قلادة (للرجال) أو أنشوطة (للسيدات)، بالإضافة إلى نجمة توضع على الجانب الأيسر من الصدر.
- وسام الدرجة الأولى:

الصليب العظيم (بالدنمركية: Storkors)، ويرتدي الشارة على الياقة أو على وشاح على الكتف الأيمن، بالإضافة إلى نجمة على الجانب الأيسر من الصدر.
- وسام الدرجة الثانية:

قائد من الدرجة الأولى (بالدنمركية: Kommandør af 1. grad)، ويرتدي صليباً على الجانب الأيسر من الصدر، بالإضافة إلى شارة في شريط يعلق بالرقبة (للرجال).
قائد (بالدنمركية: Kommandør)، ويرتدي شارة في شريط بالرقبة (للرجال) أو في أنشوطة (للسيدات).
- وسام الدرجة الثالثة:

فارس من الدرجة الأولى (بالدنمركية: Ridder af 1. grad)، ويرتدي الشارة على شريط (للرجال) أو أنشوطة (للسيدات)، مع زهرة معدنية على الجانب الأيسر من الصدر.
فارس (بالدنمركية: Ridder)، ويرتدي الشارة على شريط (للرجال) أو أنشوطة (للسيدات)، على الجانب الأيسر من الصدر.
ويمكن ـ في حالات خاصة ـ أن يضاف الماس إلى وسام الصليب العظيم. ويمنح الوسام من رتبة «قائد عظيم» إلى الأشخاص ذوي الأصول الملكية، وهو لا يمنح إلا لأبناء الأسرات المالكة التي ترتبط بصلات المصاهرة مع الأسرة المالكة الدنمركية. وقد عدلت لائحة الوسام بمرسوم ملكي سنة 1951 لتسمح بمنحه للرجال والسيدات على حد سواء.
ويمنح وسام دانيبروغ حالياً تعبيراً عن التقدير لمن أسدوا خدمات جليلة ومتميزة للدولة الدنمركية من المدنيين والعسكريين على حد سواء.